# 지방도 제363호선
지방도 제363호선은 경기도 고양시 덕양구 향동동과 파주시 탄현면 낙하 나들목을 잇는 경기도의 지방도이다.

## 연혁
- 2005년 3월 28일 : 기존 지방도 제363호선인 '덕소 ~ 북면선'을 폐지[1]
- 2005년 3월 28일 : 지방도 제363호선을 새로 지정[2]

## 주요 경유지
- 고양시
  - 덕양구 향동동 서울시계 - 향동보금자리 - (용두초등학교 근처 사거리) - 용두초등학교 - 신도용두농협 - 용두사거리 - (서오릉로지하차도) - 창릉교 - 고양원흥지구 - 성사 나들목 - 성산교 - 한양골프장앞 - 가시골입구 - (원흥지하차도) - 원흥삼거리 - 농협대학교입구 - 농협대학교 - 서삼릉 - 원당삼거리 - 삼릉역
  - 일산동구 쥬쥬테마동물원 - 벽제교삼거리 - 사리현사거리 - 고봉동행정복지센터 - 문봉사거리 - 성석교 - 마골오거리 - 성석삼거리 - 박애원입구 - 북고양(설문) 나들목 - 설문교

- 파주시
  - 조리읍 대원리 - 대원사거리 - 봉일천교앞 - 봉일천교 - 봉일천리 - 조리읍 행정복지센터 - 조리사거리 - 말레이지아교앞 교차로 - 고산교
  - 금촌동 고산교 - 금촌 교차로 - 파주스타디움앞 - 금촌제1광장 - 시청앞사거리 - 금촌로터리 - 순달교 - 금촌사거리 - 금촌체육공원 - 삽교교 - 문산제일고삼거리 - (야동7통) - 검산동
  - 탄현면 금승리 - 파주LCD공단입구 - 비석사거리 - 금승사거리 - 탄현국가산업단지 - 낙하리 - 낙하 나들목

## 중복 구간
- 고양시 덕양구 성사 나들목 ~ 농협대학교입구 : 지방도 제356호선과 중복
- 파주시 금촌동 문산제일고삼거리 ~ 두문삼거리 : 지방도 제360호선과 중복

## 도로명
- 고양시 덕양구 향동동 서울시계 ~ 향동보금자리 : 향동아랫말길
- 고양시 덕양구 향동보금자리 ~ (용두초등학교 근처 사거리) : 봉산로
- 고양시 덕양구 (용두초등학교 근처 사거리) ~ 신도용두농협 : 용두로121번길
- 고양시 덕양구 신도용두농협 ~ 성사 나들목 : 서오릉로
- 고양시 덕양구 성사 나들목 ~ 원흥삼거리 : 고양대로
- 고양시 덕양구 원흥삼거리 ~ 농협대학교입구 : 삼송로
- 고양시 덕양구 농협대학교입구 ~ 원당삼거리 : 서삼릉길
- 고양시 덕양구 원당삼거리 ~ 일산동구 벽제교삼거리 : 원당로
- 고양시 일산동구 벽제교삼거리 ~ 성석삼거리 : 성현로
- 고양시 일산동구 성석삼거리 ~ 파주시 조리읍 봉일천리 : 고봉로
- 파주시 조리읍 봉일천리 ~ 말레이지아교앞 교차로 : 봉천로
- 파주시 조리읍 말레이지아교앞 교차로 ~ 금촌동 시청앞사거리 : 중앙로
- 파주시 금촌동 시청앞사거리 ~ 금촌로터리 : 시청로
- 파주시 금촌동 금촌로터리 ~ 문산제일고삼거리 : 평화로
- 파주시 금촌동 문산제일고삼거리 ~ (야동7통) : 금월로
- 파주시 금촌동 두문삼거리 ~ 탄현면 비석사거리 : 월롱산로
- 파주시 탄현면 비석사거리 ~ 낙하 나들목 : 엘지로